# Soul: Original Score
Der elektronische Teil der Musik für den Pixar-Film Soul von Pete Docter wurde von Trent Reznor und Atticus Ross komponiert und am 18. Dezember 2020 veröffentlicht. Im Rahmen der Oscarverleihung 2021 erhielten Reznor und Ross hierfür gemeinsam mit Jon Batiste eine Nominierung für die beste Filmmusik. 

## Entstehung

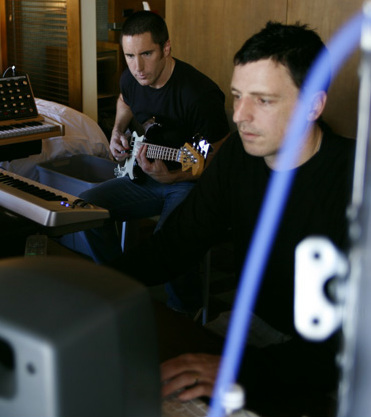
Trent Reznor (links) und Atticus Ross arbeiten bereits seit Jahren zusammen, für Soul erstmals jedoch bei einem Familienfilm.

Die Filmmusik für Soul von Pete Docter komponierten Trent Reznor und Atticus Ross, während Jon Batiste Jazzstücke für den Film schrieb.
Der Film erzählt von dem in New York lebenden Musiklehrer Joe Gardner, der endlich eine Jazz-Ikone von seinem Talent überzeugen konnte, dann aber vor dem ersten großen gemeinsamen Auftritt in die nicht abgedeckte Öffnung in die Kanalisation fällt und im Jenseits wieder zu sich kommt. Da Joe jedoch fest entschlossen ist, am Abend mit Dorothea Williams im Club zu spielen, wird er gemeinsam mit einer verlorenen Seele wieder auf die Erde geschickt.
Reznor und Ross produzierten das Album über Nine Inch Nails und haben den elektronischen Teil der Musik komponiert. Während Batistes Jazz-Werk die frühen Phasen des Films dominiert, tritt die Partitur von Reznor und Ross in den metaphysischen Segmenten von Soul in den Vordergrund und wird auch später, als die Protagonisten unter den Lebenden auf der Erde sind, verwendet. Hierdurch werden die beiden Sphären, in denen sich Joe Gardner bewegt, deutlich voneinander abgegrenzt.

## Veröffentlichung
Das Soundtrack-Album wurde am 18. Dezember 2020 auf Vinyl veröffentlicht. Das Album mit den Kompositionen von Jon Batiste wurde von Walt Disney Records separat veröffentlicht. In einer digitalen Ausgabe, die ebenfalls am 18. Dezember 2020 erschien, sind beide Alben vereint. Zudem sind auf diesem Album zwei weitere Stücke enthalten, Rappin Ced von Daveed Diggs, der im Film Paul spricht, und der Song Parting Ways aus dem Jahr 2012 von Cody ChesnuTT, den Disney bereits für einen ersten Trailer zum Film verwendete.

## Titelliste
1. The Great Beyond
2. Falling
3. The Great Before/U Seminar
4. Jump to Earth
5. Terry Time
6. Joe’s Life
7. Portal
8. Run/Astral Plane
9. Lost Soul
10. Meditation/Return to Earth
11. Terry Time Too
12. 22 Is Ready
13. Pursuit/Terry’s World
14. Betrayal
15. Lost
16. Epiphany
17. Ship Chase
18. Escape/Inside 22
19. Flashback
20. Earthbound
21. Thank You
22. Enjoy Every Minute
23. Just Us

## Charts
Das Album stieg am 8. Januar 2021 auf Platz 17  in die US-amerikanischen Soundtrack Album Charts ein.

## Auszeichnungen
British Academy Film Awards 2021
- Auszeichnung für die Beste Filmmusik (Trent Reznor, Atticus Ross und Jon Batiste, gemeinsam mit Soul: Jazz Compositions)[13]

Chicago Film Critics Association Awards 2020
- Nominierung für die Beste Filmmusik (Trent Reznor und Atticus Ross)[14]

Florida Film Critics Circle Awards 2020
- Nominierung für die Beste Filmmusik (Trent Reznor und Atticus Ross)[15]

Golden Globe Awards 2021
- Nominierung für die Beste Filmmusik (Trent Reznor, Atticus Ross und Jon Batiste, gemeinsam mit Soul: Jazz Compositions)[16]

Grammy Awards 2022
- Nominierung als Best Score Soundtrack for Visual Media (Trent Reznor, Atticus Ross und Jon Batiste, gemeinsam mit Soul: Jazz Compositions)[17]

Hollywood Critics Association Awards 2020
- Auszeichnung mit dem Artisan Achievement Award (Trent Reznor und Atticus Ross)[18]

Los Angeles Film Critics Association Awards 2020
- Auszeichnung für die Beste Filmmusik (Trent Reznor und Atticus Ross)[19]

Oscarverleihung 2021
- Auszeichnung für die Beste Filmmusik (Trent Reznor, Atticus Ross und Jon Batiste, gemeinsam mit Soul: Jazz Compositions)

Sunset Film Circle Awards 2020
- Nominierung für die Beste Filmmusik (Trent Reznor und Atticus Ross)[20]

World Soundtrack Awards 2021
- Nominierung als Film Composer of the Year (Trent Reznor, Atticus Ross und Jon Batiste, gemeinsam mit Soul: Jazz Compositions)[21]